# International Herald Tribune

Logo 2013

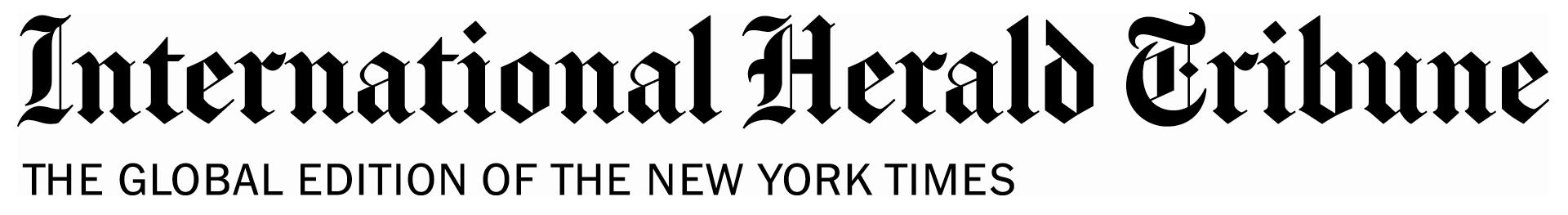

International New York Times (ex-International Herald Tribune) este un ziar de limbă engleză, înființat la Paris în anul 1887, ca ediție europeană a ziarului american New York Herald (defunct din 1966).
International Herald Tribune este distribuit în 180 de țări din întreaga lume. Din anul 2003, ziarul este deținut de compania media The New York Times Company.
Tirajul ziarului, pe ani:
| An    | 2007    | 2006    | 2005    | 2004    | 2003    |
| ----- | ------- | ------- | ------- | ------- | ------- |
| Tiraj | 241.625 | 242.073 | 242.182 | 240.918 | 233.431 |